# Erynniopsis antennata
Erynniopsis antennata là một loài ruồi trong họ Tachinidae.